# Camellia, New South Wales
Camellia este o suburbie în Sydney, Australia.